# Lijst van spelers van Kongsvinger IL
Deze lijst omvat voetballers die bij de Noorse voetbalclub Kongsvinger IL spelen of gespeeld hebben. De spelers zijn alfabetisch gerangschikt.

## A
- Steinar Dagur Adolfsson
- Andreas Alm

## B
- Christer Basma
- Charles Berstad
- Stig Inge Bjørnebye
- Randall Brenes
- Are Brodtkorb
- Kjetil Byfuglien

## D
- Olav Dalen
- Sverre Digerud
- Eirik Dybendal

## E
- Arnfinn Engerbakk
- Pär Ericsson

## F
- Edier Frejd
- Lars Fremming
- Bobbie Friberg da Cruz
- Geir Frigård

## G
- Lars Gerson
- Johan Guiomar-Nilsson
- Marius Gullerud
- Adem Güven

## H
- Svein Inge Haagenrud
- Yngvar Håkonsen
- Ørjan Hansen
- Vegard Hansen
- Kees Heemskerk
- Kim Holmen
- Erik Holtan
- Patrick Holtet
- Jon Inge Høiland

## J
- Kristian Jahr
- Olav Johannesen
- Jonas Johansen
- Tobias Johansen
- Tor Johnsen
- Julian Johnsson
- Gunnlaugur Jónsson
- Henry Joseph

## K
- Kjell Kaasa
- Einar Kalsæg
- Kjetil Kamark
- Jon Knudsen
- Tore Kordahl
- Andreas Kristoffersson

## L
- Vegar Landro
- Ole Langnes
- Glen Atle Larsen
- Bjørn Arild Levernes
- André Lindbæk
- Martin Linnes

## M
- Conny Månsson
- Ole Einar Martinsen
- Vangjel Mile
- Andreas Moen
- Thomas Myhre

## N
- Johan Nås
- Mame Niang
- Fredik Nilsen
- Jaakko Nyberg
- Olav Nysæter
- Espen Nystuen

## O
- Magnus Olsen

## P
- Even Pellerud
- John Pelu

## R
- Dag Riisnæs
- Vidar Riseth
- Kai Risholt
- Roger Risholt
- Per Rønning
- Kai Ryen

## S
- Peter Samuelsson
- Kjell Sellin
- Henry Shindika
- Krzysztof Smoliński
- Harald Stormoen
- Steinar Strømnes
- Magne Sturød

## T
- Stefán Thórðarson
- Ola Tidman
- Øivind Tomteberget
- Carl-Erik Torp
- Hai Ngoc Tran

## W
- Emil Waters
- Alexander van Wijk

Clubs: Aalesunds FK · Alta IF · SK Brann · Bryne FK ·  Fredrikstad FK · FK Haugesund · Hønefoss BK · Kongsvinger IL · Lillestrøm SK · FC Lyn Oslo · Molde FK · Moss FK · Odd Grenland · Rosenborg BK · Stabæk Fotball · IK Start · Strømsgodset IF · Tromsø IL · Vålerenga IF ·  Viking FK

Lijsten van voetballers van Noorse clubs: Aalesunds FK · Alta IF · SK Brann · Bryne FK · Fredrikstad FK · FK Haugesund · Hønefoss BK · Kongsvinger IL · Lillestrøm SK · FC Lyn Oslo · Molde FK · Moss FK · Odd Grenland · Rosenborg BK · Stabæk Fotball · IK Start · Strømsgodset IF · Tromsø IL · Vålerenga IF · Viking FK